# The Duel: Test Drive II
The Duel: Test Drive II è il secondo videogioco della serie di simulatori di guida Test Drive. Sviluppato da Distinctive Software, è stato pubblicato da Accolade nel 1989 per le più diffuse piattaforme domestiche.

## Modalità di gioco
Il gioco è un simulatore relativamente realistico, con visuale dall'interno della vettura, compreso il cruscotto. La vettura viaggia su strade pubbliche, con presenza di traffico. La visuale posteriore si ha grazie allo specchietto retrovisore interno. Un altro dispositivo sul tettuccio segnala il probabile imminente arrivo di un'auto della polizia, che può fermare e multare l'auto del giocatore.
In caso di incidente si perde una delle vite a disposizione e si riparte con una piccola penalità di tempo. Alla fine di ogni livello è presente anche una stazione di servizio in cui occorre fare rifornimento, altrimenti anche in questo caso si può perdere una vita.
Come si può capire dal sottotitolo (The Duel, il duello), la principale novità di questo seguito è la possibilità di gareggiare, oltre che contro il tempo, anche contro un avversario gestito dall'intelligenza artificiale.

## Automobili
- Auto incluse nel gioco:
  - Porsche 959
  - Ferrari F40
  - Lamborghini Diablo (solo nella versione Super Nintendo e Mega Drive)

- Incluse con l'espansione The Supercars:
  - Ruf Twin Turbo (Porsche 930 modificata)
  - Ferrari Testarossa
  - Lotus Esprit Turbo
  - Lamborghini Countach
  - Chevrolet Corvette ZR1

- Incluse con l'espansione Musclecars
  - Camaro C.O.P.O. ZL-1 (1969)
  - Corvette Stingray (1963)
  - Dodge Charger Daytona (1969)
  - Mustang Shelby GT500 Cobra (1968)
  - Pontiac GTO (1967)

## Scenari
Le versioni per home computer sono dotate di un solo scenario, chiamato "Master Scenery", suddiviso in vari stage; ognuno di questi può essere ambientato nel deserto, in montagna e in campagna. In seguito sono stati commercializzati due dischi di espansione: European Challenge, contenente sei stage ambientate in diversi paesi europei (Paesi Bassi, Germania, Svizzera, Italia, Francia, Spagna); California Challenge, contenente sette stage rappresentante strade californiane.
Le versioni per console contengono invece quattro stage di difficoltà crescente:
- Desert Blast (facile)
- City Bound (medio)
- East Coast (difficile)
- West Coast (difficilissimo)